# فرودگاه صحرایی بادر
فرودگاه صحرایی بادر (به انگلیسی: Bader Field) (به زبان بومی: Atlantic City Municipal Airport) یک فرودگاه همگانی بهره‌برداری هوایی است که یک باند فرود آسفالت دارد و طول باند آن ۷۹۱ متر است. این فرودگاه در کشور ایالات متحده آمریکا قرار دارد و در ارتفاع ۲٫۴ متری از سطح دریا واقع شده‌است.